# Papua Occidental
|  | Aquest article tracta sobre la regió indonèsia de l'illa de Nova Guinea. Si cerqueu província d'Indonèsia, vegeu «Província de Papua Occidental». |

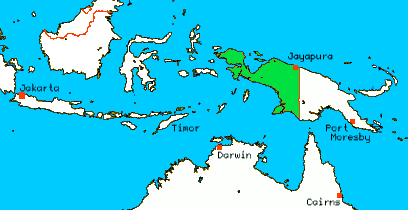
Mapa de situació de Papua Occidental

La Papua Occidental (també coneguda com a Nova Guinea Occidental) és la meitat indonèsia de l'illa de Nova Guinea. Al llarg de la història ha estat anomenada també Nova Guinea Neerlandesa, Irian Occidental i Irian Jaya. La incorporació de la Papua Occidental a Indonèsia el 1969 va ser molt controvertida i continua essent motiu de disputes.
Situada a l'oest del meridià 141°E de longitud (excepte en una petita part de territori a l'est del riu Fly que pertany a Papua Nova Guinea), es divideix en dues províncies:
- Papua Occidental (Papua Barat, abans anomenada Irian Jaya Barat), amb capital a Manokwari.
- Papua (abans anomenada Irian Jaya), amb capital a Jayapura. S'ha proposat subdividir aquesta província en dues: Papua Central (Papua Tengah) i Papua Oriental (Papua Timur), però el projecte encara no s'ha dut a terme.

## Bandera

Bandera de Papua Occidental

La bandera de Papua Occidental és la bandera de l'estel de l'alba.